# Keedysville
Keedysville – miasto w Stanach Zjednoczonych, w stanie Maryland, w hrabstwie Washington.

## Historia
Keedysville powstało w 1768 roku, kiedy Jacob Hess zbudował młyn zbożowy nad Little Antietam Creek oraz dom mieszkalny. Wokół osiedlili się pracownicy, co dało początek miejscowości. Wśród pierwszych rodzin byli Hessowie, Rinehadtowie oraz bracia John J. i Samuel Keedy. John J. Keedy odkupił ziemię po Hessach i z czasem zbudował nowy młyn w 1841 roku, który działał do 1954.
W 1793 roku powstał pierwszy kamienny dom w wiosce, zbudowany przez mistrza kamieniarskiego Johna Weavera. Służył jako szkoła i kościół. W 1801 roku Christian Hess wzniósł inny ważny dom z kamienia. W XIX wieku działały tu zakłady: przędzalnia, tartak, mleczarnia, kuźnia, szewc, zakład powozowy i wozownia. Ostatni z nich, zbudowany w 1857 roku, istniał do 1961.
Rozwój miejscowości przyspieszył w latach 1866–1868 wraz z budową linii kolejowej Baltimore & Ohio oraz powstaniem stacji. Christian M. Keedy był pierwszym bileterem i właścicielem magazynu kolejowego.
W 1840 roku, gdy zakładano urząd pocztowy, nazwę zmieniono z Centerville na Keedysville, by uniknąć powtórzeń. Miasto zostało oficjalnie inkorporowane w 1872 roku. Mieszkańcy zobowiązani zostali do usunięcia ogrodzeń i budowy chodników z kamiennych płyt.
Pierwszym burmistrzem był Christian M. Keedy. W 1908 roku powstał Citizens’ Bank. W 1922 roku przekazano teren przy kolei na boisko sportowe. Działała tu drużyna baseballowa do 1948 roku, współcześnie istnieje drużyna młodzieżowa.